# Josef von Manowarda
Josef von Manowarda (* 3. Juli 1890 in Krakau; † 24. Dezember 1942 in Berlin) war ein österreichischer Opernsänger (Bass und Heldenbariton).

Josef von Manowarda als König Marke

## Leben
Josef von Manowarda wurde in Krakau als Sohn des österreichischen Generals Eberhard Manowarda von Jana geboren. Er bereitete sich zunächst in Wien auf die Diplomatenlaufbahn vor, studierte dann aber in Graz Philosophie. Schon früh erhielt er Violinunterricht, in Graz auch Sprech- und Gesangsunterricht.
Von 1911 bis 1915 war er in Graz engagiert, 1915 bis 1918 an der Wiener Volksoper, und von 1919 bis 1934 an der Wiener Staatsoper. Ab 1922 trat er bei den Salzburger Festspielen auf, 1932 bis 1935 war er Professor an der Wiener Musikakademie.
Manowarda war gemeinsam mit seiner Frau Januar 1934 der illegalen NSDAP beigetreten und war politisch aktiv, indem er Propagandamaterial an das Personal der Wiener Staatsoper verteilte und sich trotz Androhung schwerer Strafen weigerte, das Abzeichen der Vaterländischen Front zu tragen. Nach eigenen Angaben soll dies ihm politische Schwierigkeiten eingebracht haben, weshalb er 1935 an die Berliner Staatsoper unter Clemens Krauss wechselte. Zum 1. Mai 1938 wurde er regulär in die NSDAP aufgenommen (Mitgliedsnummer 6.126.547).
Bereits 1931 ersang er sich bei den Bayreuther Festspielen als Landgraf im Tannhäuser unter Arturo Toscanini einen großen Erfolg. Nach seinem Wechsel nach Berlin war Manowarda besonders bei Adolf Hitler und Joseph Goebbels beliebt und nutzte diese Aufmerksamkeit, um 1936 Heinz Tietjen unter anderem die Vereinigung der Staatstheater von Berlin und Kassel mit dem Burgtheater und der Wiener Staatsoper vorzuschlagen. Das Projekt wurde jedoch aufgrund interner Machtverteilungskämpfe der nationalsozialistischen Führungselite nie realisiert, weitere Denkschriften an Hitler blieben ebenfalls erfolglos. Weitere Auftritte in Bayreuth folgten bis 1942, darunter als Gurnemanz in der Inszenierung des Parsifal von 1937.
Manowarda war mit der Opernsängerin Cornelia „Nelly“ Pirchhoff-Manowarda verheiratet.
Seine letzte Ruhe fand er auf dem landeseigenen Friedhof in den Kisseln im Berliner Bezirk Spandau. Die Trauerfeier fand in der Staatsoper Berlin in Anwesenheit vom Hermann Göring statt.

## Ehrungen
Manowarda wurde 1929 der Ehrentitel des Kammersängers verliehen.
Nach dem Tod Manowardas wurde im Jänner 1943 in der Berliner Staatsoper eine Trauerfeier veranstaltet, an der Goebbels und Hermann Göring teilnahmen. In Görings Rede wurde Manowarda als „treuer kompromißloser und sieggläubiger Gefolgsmann des Führers“ bezeichnet. Der Sarg des Sängers stand auf Befehl von Hermann Göring bei dieser Trauerfeier auf der Bühne der Berliner Staatsoper Unter den Linden.
1960 wurde im 23. Wiener Gemeindebezirk eine Straße nach ihm benannt.